# Saint-Maur-des-Bois
Saint-Maur-des-Bois ist eine französische Gemeinde im Département Manche in der Normandie. Sie gehört zum Arrondissement Avranches und zum Kanton Villedieu-les-Poêles-Rouffigny. Nachbargemeinden sind Sainte-Cécile im Nordwesten, Saint-Aubin-des-Bois im Nordosten, Boisyvon im Südosten und La Chapelle-Cécelin im Südwesten.

## Bevölkerungsentwicklung
| Jahr      | 1962 | 1968 | 1975 | 1982 | 1990 | 1999 | 2008 | 2018 |
| --------- | ---- | ---- | ---- | ---- | ---- | ---- | ---- | ---- |
| Einwohner | 167  | 157  | 152  | 146  | 132  | 138  | 129  | 153  |

## Sehenswürdigkeiten

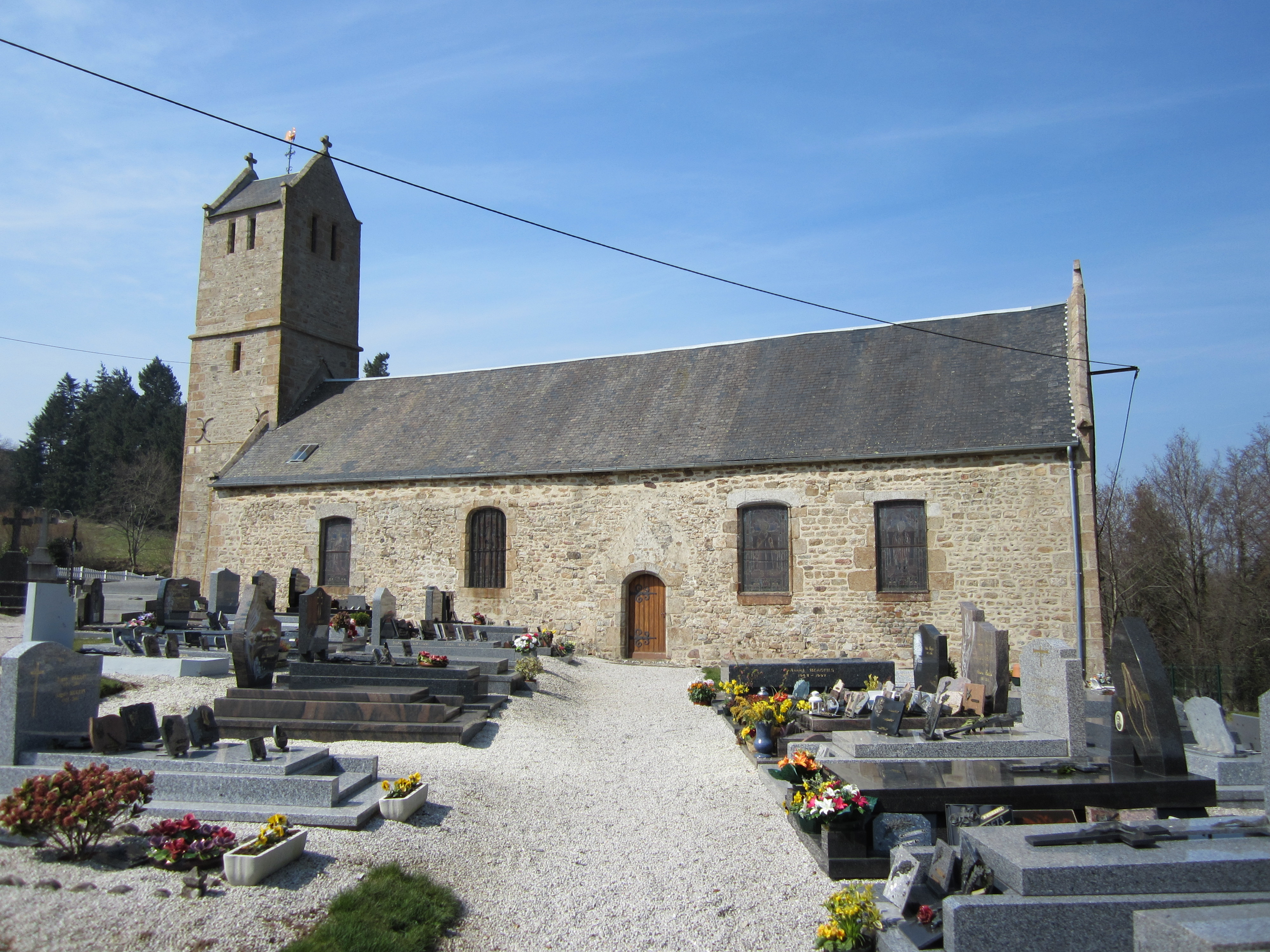
Kirche Saint-Maur

- Kirche Saint-Maur